# Hubert Languet
Hubert Languet (Vitteaux, 1518 – Anversa, 1581) è stato un politico francese.
Ugonotto allievo di Filippo Melantone, rappresentò a Parigi il suo protettore Augusto di Sassonia; è ritenuto aver scritto con Philippe de Mornay il Vindiciae contra tyrannos (1579), testo di riferimento dei monarcomachi francesi.